# Гобарт-паша
Гобарт-паша (англ. Hobart Pasha), настоящее имя Август Чарльз Хобарт-Хэмпдэн (англ. Augustus Charles Hobart-Hampden; 1 апреля 1822, Лестершир — 19 июня 1886, Милан) — британский вице-адмирал, адмирал Османской империи.

## Биография
Родился в Лестершире в роду графов Бакингемширов. В 1835 году поступил на службу в Королевский военно-морской флот Великобритании. Будучи гардемарином, служил на побережье Бразилии, участвуя в кампаниях против работорговцев. 25 сентября 1845 года произведён в чин лейтенанта и через месяц был назначен на шлюп «Рэттлер» под командованием капитана Генри Смита. 11 марта 1847 года Гобарт был переведён на корабль «Хиберния» (англ. HMS Hibernia) под флагом вице-адмирала Уильяма Паркера.

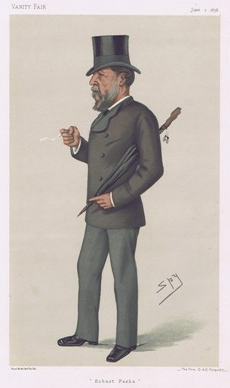
Карикатура на Гобарт-пашу (1878 год)

В Балтийской кампании (1854—1855) в ходе Крымской войны 1853—1856, будучи капитаном «Драйвера» (англ. «Driver»), отличился при взятии Бомарсунда и бомбардировке Свеаборга. 29 сентября 1855 года Гобарт был произведён в чин коммандера. 15 августа 1861 года назначен командиром артиллерийского корабля «Фоксхоунд» (англ. HMS Foxhound). В 1862 году закончил службу в английском флоте в звании кэптена (соответствует капитану 1 ранга).
Во время Гражданской войны в США (1861—1865) служил на стороне Конфедерации, где проявил большую отвагу, 18 раз прорывая блокаду, доставляя в Чарлстон (Южная Каролина) военные грузы и вывозя оттуда коммерческие грузы хлопка.
В 1867 году поступил на турецкую службу, сразу получив звание контр-адмирала. Командуя флотом, активно участвовал в подавлении Критского восстания, получив за это позже титул паши и должность главного инспектора флота. Много содействовал усилению турецкого флота.
В 1874 году Гобарт вернулся на английскую службу, носил звание вице-адмирала.
В Русско-турецкой войне 1877—1878 годов, несмотря на нейтралитет Великобритании, командовал турецким флотом в Чёрном море (по-видимому, был снова исключён из официальных списков флота Великобритании для соблюдения формальностей нейтралитета). В ходе этой войны турецкий флот, несмотря на господствующее превосходство, проявил себя крайне пассивно и не показал никаких значимых результатов.
В 1881 году первым из христиан получил звание маршала Османской империи.
Был дважды женат, имел двух дочерей от обоих браков.
Автор книги «Sketches of my life» («Зарисовки из моей жизни»), которая была издана посмертно, в 1886 году, его женой.